# Цигановка (Дивеєвський район)
Цигановка (рос. Цыгановка) — селище в Дивеєвському районі Нижньогородської області Російської Федерації.
Населення становить 60 осіб. Входить до складу муніципального утворення Сатиська сільрада.

## Історія
Від 2009 року входить до складу муніципального утворення Сатиська сільрада.

## Населення
| 2002 | 2010 |
| ---- | ---- |
| 53   | ↗60  |